# 1578

## أحداث
- تأسيس مدينة تيغوسيغالبا وتقع حاليا في هندوراس.
- تأسيس مدينة سيرو دي باسكو وتقع حاليا في بيرو.
- 13 يناير: نهاية حصار غوزدانسكة والذي بدأ في 3 أكتوبر 1577.
- بداية الحرب العثمانية الصفوية في 1578 والتي انتهت في 1590.
- 4 أغسطس قضاء السعديون على التواجد البرتغالي في المغرب بعد انتصارهم في معركة الملوك الثلاث
- وقعت معركة شماخة الأولى بين الدولة العثمانية تحت قيادة لالا مصطفى باشا وعثمان بن أوزديمير باشا والدولة الصفوية بقيادة "محمد توكماك خان ".[1][2][3] انتهت المعركة بانتصار الدولة العثمانية وفتح الباب للعثمانين لغزو القوقاز .

## مواليد
- وليم هارفي

## وفيات
- السلطانة مهرماه
- محمد الفتني
- أوئي-سوغي كن-شين